# Bronisław Rybka
Bronisław Rybka (ur. 1948) – polski polityk i menedżer, w latach 1989–1990 wicewojewoda legnicki.

## Życiorys
Został członkiem Polskiego Stronnictwa Ludowego. Od 1 stycznia 1989 do 25 czerwca 1990 sprawował funkcję wicewojewody legnickiego. Na początku lat 90. postawiono go w stan oskarżenia w związku ze sprawą Legnickiej Specjalnej Strefy Ekonomicznej (był pełnomocnikiem spółki mającej utworzyć SSE). W latach 1999–2014 kierował strukturami PSL w powiecie lubińskim. Został wicedyrektorem Energetyki, spółki z grupy kapitałowej KGHM.